# Passion (Gat Decor-dal)
A Passion című dal az angol Gat Decor nevű csapat kislemeze, melyet eredetileg 1992-ben jelentettek meg az Effective kiadónál. A 12 inches bakelit lemez tartalmazza az eredeti, instrumentális verziót (The Naked Mix), valamint Darren Emerson remmixét is a B. oldalon. Ez volt Emerson első remmixe, és egyben első lemezkiadója is. Az első 1992-es kiadás azonnali sikert aratott az underground klubokban, és végül sláger lett. Az Egyesült Királyság kislemezlistáján a 29. helyet érte el. 1996-ban az új verzió Beverley Skeete énekével kiegészülve a 6. helyet érte el a brit kislemezlistán.

## Kritikák
Alan Jones, a Music Week munkatársa az 1992-es verziót "felemelő house dalként" jellemezte.

## Hatása
A "Passion" az egyik első olyan dal, melyet "progresszív house"-ként emlegetnek. Nick Warren úgy jellemezte a dalt, mint az első olyan dal, mely által jellegzetes brit house hangzást hoztak létre. A jellegzetes "zongorahouse" sorozat második felében Simon Slater játszott, és azt mondta: "A zongora szünetet én játszottam. A szünet valójában fél hanggal feljebb van a basszusvonaltól, ami szokatlan, de működött, és úgy maradt, mintha a dalban lenne, úgy ahogy az megjelent. "Később késleltettem a dalt, és késleltetéseket adtam hozzá, hogy megteremtsem a zongora ritmust". 
1996-ban a Mixmag magazin az 1992-es változatot a 33. helyre sorolta Minden idők 50 legbefolyásosabb felvételének listáján. Ezenkívül a Mixmag és olvasóik a "Passion"-t a 22. helyre sorolták a Mixmag Minden idők 100 legjobb táncdalának listáján. A brit Dj Tony De Vit az egyik kedvenceként nevezte meg a dalt abban az évben, mondván: "Nem szeretem a zongora dallamokat, de ez a produkció 101%-ban tökéletes, és minden tetszik benne". Bárcsak én csináltam volna ezt a dalt. Könyörtelen, táncos, lelkes, és olyan jól összerakott. Egy tökéletes dal, és utálom a zongoradallamokat".
2020-ban a Mixmag a "Passion'-t a "The Biggest Drops in Dance Music" nevű listáján szerepeltette, míg az NME a "The 20 Best Drops House Music Songs...Ever! közé sorolta, és a következőt írta a dalról: "Ragaszkodjon mindenki a Passionhoz, és azonnal a hedonista korai 90-es évek klubjának érzései fogják hatalmába keríteni. Ugyanebben az évben a Tomorrowland felvette a dalt a hivatalos "The Ibiza 500" listájára. 
A dal eredeti megjelenése óta hivatalosan és nem hivatalosan is, többször megjelent. A dalt a Kelet-Londoni DJ Mervyn Victor remixelte, miután több éven át élőben játszotta, míg végül 1994-ben kiadott néhány példányt bakeliten a lemezlovasok számára "Degress of Passion" néven. Ez az 1992-es 7 perces instrumentális változat volt a "Do You Want It Right Now?" Degress of Motion, Biti közreműködésével. A Degress of Motion-ból használt vokált Biti Strauchn énekelte. Abban az időban az Egyesült Királyságban szinte minden jelentősebb DJ ráugrott a dalra, így kultikus sláger lett belőle. 1996-ban a 4 perces változat "Do Yoou Want It Right Now" alcímmel jelent meg, melyet Beverley Skeete rögzített. A dal a brit kislemezlistán a 6. helyen végzett. 
2008-ig számtalan bootleg jelent meg, amelyek remixekből és egyéb összeállításokból állnak. A dal számos válogatásalbumra felkerült, és DJ mix szettben is megjelent. Hivatalosan, és nem hivatalosan is. Más producerek, akik éveken át keverték a dalt, többek között Junior Vasquez és DJ Chus. A dal eredeti és különféle bootleg formában is a mai napig széles körben játszott a szórakozóhelyeken. 

## Formátumok és számlista
| - 12" single, UK (1992) 1. "Passion" (Naked Mix) — 7:43 2. "Passion" (D. Emerson Mix) — 14:06 - 12", Németország (1996) 1. "Passion" (Do You Want It Right Now Mix) — 7:27 2. "Passion" (Original Mix) — 7:43 3. "Passion" (Junior Vasquez X Beat Instrumental) — 9:46 4. "Passion" (Grant Nelson Vocal Pressure Mix) — 7:54 - 12" maxi, Europa (1992) 1. "Passion (of Your Passion)" — 7:46 2. "Passion" (D. Emerson 12" Edit) — 8:15 - CD single, Németország (1992) 1. "Passion (of Your Passion)" (7" Edit) — 3:47 2. "Passion (of Your Passion)" — 7:46 3. "Passion" (D. Emerson 12" Edit) — 8:15 - CD single, UK (1992) 1. "Passion" (Naked Mix Edit) — 4:24 2. "Passion" (D. Emerson Mix Edit) — 3:28 3. "Passion" (Naked Mix) — 7:46 4. "Passion" (D. Emerson Mix) — 14:07 | - CD single (CD1), UK (1996) 1. "Passion" (Do You Want It Right Now Edit) — 4:05 2. "Passion" (Original Mix) — 7:43 3. "Passion" (Mr Roy Disko Dub) — 6:23 4. "Passion" (Grant Nelson Vocal Pressure Mix) — 7:54 5. "Passion" (Junior Vasquez X Beat Mix) — 9:46 - CD single (CD2), UK (1996) 1. "Passion" (Original Radio Edit) — 4:20 2. "Passion" (Do You Want It Right Now Mix) — 7:27 3. "Passion" (Mr Roy Full On Mix) — 6:42 4. "Passion" (Junior Vasquez X Beat Instrumental) — 9:43 5. "Passion" (No Zero Mix) — 8:00 - CD maxi, Europa (1996) 1. "Passion" (Do You Want It Right Now Edit) — 4:05 2. "Passion" (Original Mix) — 7:43 3. "Passion" (Mr Roy Disko Dub) — 6:23 4. "Passion" (Grant Nelson Vocal Pressure Mix) — 7:54 5. "Passion" (Junior Vasquez X Beat Mix) — 9:46 |

## Slágerlista
| Slágerlista (1992)    | Legjobb helyezések |
| --------------------- | ------------------ |
| UK Singles (OCC)      | 29                 |
| UK Dance (Music Week) | 1                  |

| Slágerlista (1996)                   | Legjobb helyezések |
| ------------------------------------ | ------------------ |
| Europe (Eurochart Hot 100)           | 24                 |
| Ireland (IRMA)                       | 17                 |
| Netherlands (Dutch Top 40 Tipparade) | 9                  |
| Netherlands (Dutch Single Tip)       | 9                  |
| Scotland (OCC)                       | 10                 |
| UK Singles (OCC)                     | 6                  |
| UK Dance (OCC)                       | 2                  |

## Minősítések és eladások
| Régió                                                            | Minősítés | Eladott példányszám |
| ---------------------------------------------------------------- | --------- | ------------------- |
| Egyesült Királyság (BPI)                                         | ezüst     | 200 000‡            |
| ‡ Eladási+streaming példányszámok kizárólag a minősítés alapján. |           |                     |